# Kaszaváralja
Kaszaváralja (szlovákul Košecké Podhradie) község Szlovákiában, a Trencséni kerület Illavai járásában.

## Fekvése
Illavától 7 km-re kelet-délkeletre fekszik. A község három részből áll. A Várhegy alatt fekvő Kaszakisváralja és Kaszanagyváralja, valamint az 5 km-re délkeletre fekvő Tóthalom falurészből.

## Története
Területe már az i. e. 1. században lakott volt, ebből a korból számos cserépmaradvány, a puhói kultúra emléke származik. A korai bronzkorból a hallstatti kultúra idejéből bronztű és bronzszekerce került itt elő.
A falu története szorosan kötődik a felette emelkedő Kasza vára történetéhez. A várat a 13. század közepén Zsámboki Smaragdus ispán apja, Ajnárd építtethette. 1312-től említik, ekkor már Csák Mátéé volt, 1321-ig Csák Máté birtoka, majd a 15. században Stíbor vajdáé. Utolsó tulajdonosa Petrőczy István, akitől 1672-ben Heister tábornagy elfoglalta, majd leromboltatta, azóta pusztul.
A falut 1397-ben „Utraque Waralya” alakban említik először.

### Kaszakisváralja
Kaszakisváralja 1496-ban tűnik fel külön, „Kys Podradye” alakban említi oklevél. Kezdetben a lengyel származású Stíbor család birtoka volt, majd a 16. századtól a Petrőczyeké, később az Illésházyaké volt. A 18. század elején Heister tábornok lerombolta. A területén álló vár miatt a kaszai uradalom központja volt, melyhez 22 település tartozott. 1784-ben 67 háza, 81 családja és 397 lakosa volt. 1786-ban „Koscha-Podhragy” néven említik.
A 18. század végén Vályi András így ír róla: „PODHRÁGY. Nemes Podhrágy, Kaszai Podhrágy, Hricso Podhrágy, Boszt Podhrágy, Pruszka Podhrágy. Öt elegyes tót falu Trentsén Vármegyében. Ns Podrágynak földes Urai több Uraságok, fekszik Bosaczához nem meszsze, mellynek filiája. Kaszai Podhrágynak földes Ura Gróf Illésházy, és több Uraságok, fekszik Kaszához közel, mellynek filiája. Hricso Podhrágynak földes Ura Hg. Eszterházy Uraság, fekszik Hricsónak szomszédságában, mellynek filiája. Broszt Podhrágynak földes Urai Gróf Kolonics, és Báró Záy Uraságok, fekszik Zay Ugróczhoz nem meszsze, mellynek filiája. Pruszka Podhrágynak pedig földes Ura Gr. Königszeg. V. Besztertze Podhrágynak földes Urai Gróf Balassa, és Gróf Szapáry Uraságok, a’ kiknek kastéllyaikkal ékesíttetik; lakosaik katolikusok, és másfélék, határbéli földgyeik közép termékenységűek, réttyek, legelőjök meglehetős, vagyonnyaik is középszerűek lévén, második osztálybéliek.”
1828-ban 45 házában 321 lakos élt, akik főként mezőgazdasággal foglalkoztak. A 19. században „Kaszakispohrágy”  alakban szerepel az írott dokumentumokban.
Fényes Elek 1851-ben kiadott geográfiai szótárában így ír a faluról: „Kis-Podhrágy, tót f., Trencsén vgyében, Kossa fil. Lakja 552 kath. Határában láthatni a régi Petrócz várnak düledékeit. F. u. többen. Ut. post. Trencsén.”

### Kaszanagyváralja
Kaszanagyváralja 1496-tól bukkan fel külön a forrásokban – „Nagh Podradye” alakban említi oklevél –, mint Kasza várának tartozéka. 1598-ban Kiskaszaváraljával együtt 47 háza volt. 1786-ban „Koscha-Podhragy” néven említik. 1787-ben 77 házában 87 családban 466 lakos élt.
A 18. század végén Vályi András így ír róla: lásd feljebb (Kaszakisváraljánál).
1828-ban 113 háza és 800 lakosa volt. Lakói mezőgazdasággal, erdei munkákkal, vászonszövéssel, teknővájással foglalkoztak. Gőzfűrész is működött egykor a településen. A 19. században „Kaszanagypohrágy” alakban szerepel az írott dokumentumokban.
Fényes Elek 1851-ben kiadott geográfiai szótárában így ír a faluról: „Nagy-Podhrágy, tót falu, Trencsén vmegyében, Kossa fil., 698 kath., 3 zsidó lak. F. u. többen. Ut. p. Trencsén.”

### Tóthalom
A falu Kopec nevű részét „Kopech” alakban említik először 1397-ben.
A 18. század végén Vályi András így ír róla: „KOPECZ. Tót falu Trentsén Várm. földes Ura G. Illésházy Uraság, lakosai katolikusok, fekszik Kaszához közel, és annak filiája, határja soványas, vagyonnyai teljesek.”
Fényes Elek 1851-ben kiadott geográfiai szótárában így ír a faluról: „Kopecz, Trencsén m. tót falu, Nyitra vmegye szélén a hegyek közt. Lakja 264 kath., 7 zsidó. Fenyves erdeje, s jó legelője van. F. u. többen. Ut. p. Trencsén.”
A trianoni békéig mindhárom község Trencsén vármegye Illavai járásához tartozott.
Kaszakisváralját és Kopect 1968-ban egyesítették, majd 1975-ben Kaszanagyváraljához csatolták.

## Népessége
| Év:            | 1994. | 2004.   | 2014.   | 2024.   |
| -------------- | ----- | ------- | ------- | ------- |
| Emberek száma: | 1076  | 1071    | 1050    | 1053    |
| Eltérés:       |       | -0,46 % | -1,96 % | +0,28 % |

| Év:            | 2023. | 2024.   |
| -------------- | ----- | ------- |
| Emberek száma: | 1059  | 1053    |
| Eltérés:       |       | -0,56 % |

1910-ben Kaszanagyváraljának 501, túlnyomórészt szlovák anyanyelvű lakosa volt. Kaszakisváralját 411-en, többségében szlovák anyanyelvűek lakták, jelentős magyar kisebbséggel.
2001-ben 1073 lakosából 1065 szlovák volt.
2011-ben 1045 lakosából 960 szlovák.
2021-ben 1047 lakosából 1007 (+2) szlovák, 1 magyar, 5 (+1) egyéb és 34 ismeretlen nemzetiségű volt.

## Híres személyek
- Itt születhetett Petrőczy Kata Szidónia, a magyar barokk első ismert költőnője, a kegyességi próza alkotója, a pietizmus hazai képviselője.

## Nevezetességei
- A falu mellett, hegytetőn állnak Kasza (Košatec) várának csekély maradványai.
- Szűz Mária tiszteletére szentelt római katolikus kápolnája 1926-ban épült.